# بني زولي
بني زولي  (بالإنجليزية: BNI ZOLI)‏ هي جماعة قروية تابعة لإقليم زاكورة ضمن جهة درعة تافيلالت بالمغرب. بلغ مجموع عدد سكان بني زولي  حسب إحصاءات 2004 حوالي 18399 نسمة من بينهم 1 أجنبي يعيشون في 1779 أسرة.

## إحصاء عام
| السنة | عدد السكان | عدد الأسر | عدد الأجانب |
| ----- | ---------- | --------- | ----------- |
| 1994  | 17175      | 1712      | °°°°        |
| 2004  | 18399      | 1779      | 1           |

## دواوير الجماعة
1. آستور
2. تدسي
3. تنكديد
4. حارة استور
5. أدرباز
6. تكنتين
7. بوزركان
8. أرو
9. زاوية سيدي عمر
10. زاوية سيدي حساين
11. أغلال الباشا
12. تنكامت
13. حارة إعطارن
14. تارغلين #بني زولي
15. إغرضاين
16. تافرودست
17. زاوية تافرودست
18. تافراوت
19. تايرسوت
20. تازنكت